# Salvador Pérez (actor)
Salvador Pérez Castro (Barquisimeto, Estado Lara, 16 de febrero de 1967) es un actor venezolano de teatro, televisión, cine y doblaje.

## Biografía
Salvador Pérez comenzó a estudiar actuación en el Centro Latinoamericano de Creación e Investigación Teatral (CELCIT) y siendo egresado de la Universidad Central de Venezuela, con la profesión de licenciado en artes, inicia su trayectoria artística en el teatro profesional en el año de 1985 en la Sala de Conciertos del Ateneo de Caracas bajo la supervicion del director teatral Ugo Ulive, tuvo como maestros en teatro y actuación a Juan Carlos Gené, Verónica Oddó y Felicia Cañetti.
Pérez también incursiona en el mundo del doblaje desde 1989, mientras seguía estudiando la actuación y teatro cuando un amigo suyo fue a los estudios de doblaje Lipsync Audio Video a hacer una prueba de voz y esto le pareció muy curioso y le llamó la atención hacerlo así, Salvador lo acompañó y estando haya también hace una prueba la cual lo dejó excelso al gustarle como había quedado su voz en el personaje e hizo que Salvador decidió adentrarse más en esta profesión y en 1990 se había consolidado profesionalmente como actor de doblaje.
Su primer trabajo en esta especialización se dio en la telenovela brasileña Pantanal, donde interpretó al personaje Juventino Leôncio (Marcos Winter), quien a la vez fue el primer protagónico del actor. Sus trabajos han sido extensos desde entonces en donde ha abarcado muchos tipos de personajes animados y reales.
En la actualidad el actor se encontraba plenamente disponible en las áreas del doblaje de voz, por lo que es la locución radial y comercial, también tuvo participación en las telenovelas tales como De todas maneras Rosa y Los secretos de Lucía, en esta última compartió créditos con los actores Luis Pérez Pons y Carlos Arraíz.

## Filmografía

### Telenovelas
- De todas maneras Rosa
- Los secretos de Lucía - Lucrecia

## Doblajes

### Anime
- Fullmetal Alchemist[1] - Codicia
- Fullmetal Alchemist: Brotherhood[1] - Codicia
- Matantei Loki Ragnarok[1] - Frey
- Black Cat[1] - Creed Dizkenth
- Basilisk[1] - Muroga Hyouma
- DNA²[1] - Yokomori
- Humanoid Monster Bem[1] - Hermano de Sora
- Mushishi[1] - Tío de Taku (ep 26)
- Solty Rei[1] - Ashley Links
- S-CRY-ed[1] - Kioji Muiyou
- Speed Grapher[1] - Okubo / Voces adicionales
- Super Cerdita[1] - Lance
- Steel Angel Kurumi[1] - Narrador
- Blue Dragon[1] - Homerón / Schneider
- Excel Saga[1] - Voces adicionales
- Fate/stay night[1] - Soichiro Kuzuki
- Galaxy Angel[1] - Coronel Harry
- Hugo, el rey del judo[1] - Voces adicionales
- Ran, la chica samurái[1] - Oficial
- Spider Riders[1] - Magma

### Series animadas
- Fenomenoide - Fenomenoide (1.ª voz)
- Saladín - Saladín
- Danny Phantom - El fantasma de la caja / Príncipe Aragorn
- Los Thornberrys - Voces adicionales
- Kung Fu Dino Posse - Voces adicionales
- Mission Hill - Andy French
- Shadow Raiders - Príncipe Pyrus
- Chica Supersabia - Chuck, el merendero malvado
- ¡Histeria! - El burro
- Cadillacs y dinosaurios - Parrat